# 瑪德琳 (兒童文學)
瑪德琳（英語：Madeline）是一系列的兒童文學，由美國作家、具有比利時、澳洲與德國血統的路德威·白蒙所著。系列中的首本書《瑪德琳》於1939年出版，其童趣的對白、充滿活力的繪圖十分受到歡迎，隨後白蒙於1940年代至1950年代創作了許多相關續集。如今白蒙的孫子約翰·白蒙-瑪西諾仍繼續創作瑪德琳系列作品。瑪德琳也改編成為電視卡通節目與電影，以其貼近原著的台詞著稱：女演員艾瑟兒·貝瑞摩（Ethel Barrymore）念道：「這就是全部了，沒有更多了。」

## 劇情簡介
瑪德琳是一名紅頭髮的小女孩，個性勇敢活潑，是法國寄宿學校中年紀最小的小孩。這所寄宿學校中有12名小女孩，並由善良溫柔的修女Miss Clavel照顧。瑪德琳是個樂觀且調皮搗蛋小丫頭，經常為寄宿學校中的女孩們帶來各種趣事及冒險。

## 外部連結
- 瑪德琳官方網站 （页面存档备份，存于）
- 互联网电影数据库（IMDb）上《瑪德琳 (1952短片)》的资料（英文）
- 互联网电影数据库（IMDb）上《瑪德琳 (動畫)》的资料（英文）
- 互联网电影数据库（IMDb）上《瑪德琳 (1998電影)》的资料（英文）
- 電視節目的介紹 （页面存档备份，存于）